# Johan Tukker
Johan Tukker (Westervoort, 18 januari 1955) is een voormalig doelman. Tukker speelde tussen 1975 en 1991 voor SC Cambuur, PEC Zwolle, FC Groningen,  Heracles Almelo, sc Heerenveen en BV Veendam. Na zijn actieve voetbalcarrière werd Tukker trainer en algemeen directeur van FC Eindhoven, BV Veendam en De Graafschap..
Tukker is de vader van journalist Simone Tukker.

## Erelijst

### MetPEC Zwolle
Kampioen Eerste divisie in 1977/78

### MetHeracles Almelo
Kampioen Eerste divisie in 1984/85